# Bor (Kraj Krasnojarski)
Bor (ros. Бор) – osiedle w Rosji, w Kraju Krasnojarskim, w rejonie turuchańskim. W 2010 liczyło 2496 mieszkańców.